# 本上まなみ
本上 まなみ（ほんじょう まなみ、1975年〈昭和50年〉5月1日 - ）は、日本のタレント、女優、声優、ナレーター、エッセイスト。本名、沢田 まなみ（さわだ まなみ）。旧姓、本上。公式ニックネームはほんじょ。東京都生まれ、大阪府茨木市出身。所属芸能事務所は、株式会社アクラ。身長168cm。

## 略歴
3歳まで東京都で暮らす。4歳からの20年間を大阪府と兵庫県で過ごし、その後は東京都に住んでいた。2013年4月より京都へ移り住んでいる。母の実家は山形県鶴岡市で、幼い頃は帰省する度にいとこ達と遊んでいたという。
茨木市立東中学校、大阪府立高槻北高等学校、池坊短期大学卒業。学生時代には大阪ガスの広告など、モデルとして活動していた。
1993年7月、フジテレビ系ドラマ『じゃじゃ馬ならし』秋野リカ役で本格的にデビュー。
1995年、ユニチカ水着キャンペーンモデルに起用され、グラビアアイドルとして本格的に活動を始める。同年、『爽健美茶』『NTT DoCoMo関西』など多数のCMに出演。
1996年、『ウッチャンナンチャンのウリナリ!!』の企画でお笑いタレント・K2の勝俣州和と本格交際まで行くものの、企画終了後に破局、その別れの後に勝俣・本上ともに別々の相手と出会い、それぞれの人生を歩んでいる（本上は後述）。
1998年10月7日、フジテレビ『笑っていいとも!』テレホン・ショッキングのコーナーに初出演。以降、テレビ番組・テレビドラマに出演する一方で、エッセイストとしても活躍。本格的な読書人としても知られるようになる。
2002年12月、18歳年上のマガジンハウス編集者（当時）である沢田康彦と結婚した。沢田は、メール短歌グループ「猫又」を主宰しており、本上も「鶯まなみ」というペンネームで「猫又」の雑誌に投稿していたことがある。
2006年8月、自身のホームページ上で第1子妊娠を公表。同年12月29日、長女を出産。妊娠当時は、NHK教育テレビ『トップランナー』・フジテレビ『ザ・ベストハウス123』の司会や、BS日テレ『トラベリックス 〜世界体感旅行〜』のナレーターをレギュラーで担当しており、産休中には各番組で代役が立てられた。
2012年9月、自身のホームページ上で第2子妊娠を公表。2013年3月8日、男児を出産。
2024年6月25日、火曜日MCを務める『newsおかえり』（ABCテレビ）の放送で、病気療養のため翌週以降休演することを自ら発表した。10月8日、約3か月半ぶりに復帰。

## 受賞歴
- 1999年、第37回ゴールデン・アロー賞「グラフ賞」
- 2000年、第1回ミスブリリアント賞2000
- 2001年、第12回日本ジュエリーベストドレッサー賞
- 2005年、COTTON USAアワード2005「Mrs.COTTON USA」
- 2005年、ひらめきIST AWARD 2005「ひらめきIST」
- 2007年、第21回高崎映画祭「最優秀助演女優賞」 - 『紙屋悦子の青春』による
- 2007年、第2回おおさかシネマフェスティバル「助演女優賞」 - 『幸福（しあわせ）のスイッチ』による

## 出演
太字はメインキャラクター。

### テレビドラマ
- じゃじゃ馬ならし（1993年、フジテレビ系列） - 秋野りか 役
- 湘南リバプール学院（1995年、フジテレビ系列）
- 黄昏流星群 -恋をもう一度-（1997年、NHK-BS2） - 盛本美紀 役
- 不機嫌な果実（1997年、TBS系列） - 高城理子 役
- 新宿鮫 毒猿（1997年、NHK-BS2） - 田口奈美 役
- 入道雲は白 夏の空は青（1998年、日本テレビ系列） - 相川涼子 役
- 眠れる森（1998年、フジテレビ系列） - 佐久間由理 役
- 蘇える金狼（1999年、日本テレビ系列） - 古池真弓 役
- 砂の上の恋人たち（1999年、フジテレビ系列） - 辻谷黎子 役
- アナザヘヴン-eclipse-（2000年、テレビ朝日系列） - 大石紀子 役
- 嫉妬の香り（2001年、テレビ朝日系列） - 高村ミノリ 役
- 陰陽師（2001年、NHK） - 蜜虫 役
- 天国への階段（2002年、よみうりテレビ・日本テレビ系列） - 江成未央 役
- 恋は戦い!（2003年、テレビ朝日系列） - 高盛ハナコ 役
- 人情とどけます〜江戸娘飛脚〜（2003年、NHK） - まどか 役
- 乱歩R（2004年、よみうりテレビ・日本テレビ系列） - 帆音ユキ 役
- 彼女が死んじゃった。（2004年、日本テレビ系列） - 伊藤サチ 役
- 宿命（2004年、WOWOW） - 瓜生美佐子 役
- ビー・バップ・ハイスクール（2004年、TBS系列） - 大山フミエ 役
- ビー・バップ・ハイスクール2（2005年、TBS系列） - 大山フミエ 役
- アキハバラ@DEEP（2006年、TBS系列） - ユイ 役
- 氷点（2006年、テレビ朝日系列） - 松崎由香子 役
- 去年ルノアールで 第4話（2007年、テレビ東京） - 母親 役
- ガリレオ 第9話・最終話（2007年、フジテレビ系列） - 穂積京子 役
- ふたつのスピカ（2009年、NHK） - 拝島涼子 役
- 空飛ぶタイヤ（2009年、WOWOW） - 沢田英里子 役
- 結党!老人党（2009年8月9日、WOWOW） - 香田茜 役
- こちら葛飾区亀有公園前派出所（2009年、TBS系列） - 美佐 役
- SAMURAI CODE（2010年、テレビ東京） - 瀬戸かおり 役
- SOIL (2010年、WOWOW)
- 最高の人生の終り方〜エンディングプランナー〜 第5話・6話（2012年、TBS系列） - 今野みづき  役
- 連続テレビ小説 （NHK）
  - まれ 第22週（2015年） - 波多野都 役
  - ブギウギ（2023年） - 三沢光子 役[7]
- ドラマ10 愛おしくて（2016年、NHK総合） - 立木純子 役
- ミステリードラマスペシャル 新 京都殺人案内（2018年、フジテレビ系列） - 音川洋子 役
- パパがも一度恋をした（2020年2月1日 - 、東海テレビ・フジテレビ） - 山下多恵子 役
- 探偵ロマンス（2023年1月21日 - 2月11日、NHK総合） - 時子 役[8]

### バラエティ番組
- ウッチャンナンチャンのウリナリ!!「勝俣♥本上 愛の行方」（1996年、日本テレビ系列）
- 正しい恋のつくり方 → TADAKOI-X（1997年、関西テレビ放送） - アシスタント[注 3]
- 晴れるヤ夢街道!浪花雪之丞一座（1997年 - 1998年 読売テレビ）
- ザ・ベストハウス123（2006年 - 2012年、フジテレビ系列） - 司会[注 4]

### ドキュメンタリー
- トップランナー（2003年 - 2008年、NHK教育） - 司会[注 5]
- Letters 〜感謝の手紙〜（2011年4月 - 2014年3月、テレビ東京） - ナビゲーター
- ミ・ラ・イI〜小さな希望たちの讃歌（アンセム）〜（2011年7月、BSフジ） - レポーター（取材先：スウェーデン）
- 課外授業 ようこそ先輩「表現上手はほめ上手〜作家 渡辺淳一〜」（2010年5月16日、NHK） - ナレーション
- 極上空間（2011年4月23日 - 2012年12月29日、BS朝日） - ナレーション
- ザ・プレミアム「鈴木亮平"世界ミステリー遺産"に挑む!～カリブ海縦断・7日間の大冒険～」（2016年4月2日、NHK BSプレミアム） - ナレーション[9]
- もうひとつの西郷どん物語〜山形・鹿児島こころの旅〜（2018年10月12日、さくらんぼテレビ・鹿児島テレビ共同制作） - ナビゲーター[10]

### 紀行番組
- 本上まなみの極私的京都（1999年、関西テレビ☆京都チャンネル）
- 本上まなみの極私的大阪（2000年、関西テレビ☆京都チャンネル）
- 本上まなみの極文学的京都（2000年、関西テレビ☆京都チャンネル）
- BSエンターテインメント「アメリカ・トレッキング紀行」本上まなみ・風と森と歴史の道〜アパラチアン・トレイル（2002年11月25日、NHK BS2）[11]
- トラベリックス 〜世界体感旅行〜（2003年 - 、BS日テレ） - ナレーター[注 6]
- 百年名家〜築100年の家を訪ねる旅（ - 2012年11月、BS朝日） - 進行（八嶋智人と担当）
- すてきな写真旅〜一眼レフと旅にでよう〜（2014年4月 - 6月、BS11）
- 趣味どきっ!「国宝に会いに行くII」（2016年10月・11月期、NHK Eテレ） - 旅人
- 京都浪漫〜美と伝統を訪ねる〜（2017年4月 - 2018年3月、KBS京都）[12]
- もうひとつの西郷どん物語〜山形・鹿児島こころの旅〜（2018年10月12日、さくらんぼテレビ・鹿児島テレビ共同企画番組）[13]
- そこに山があるから（2022年4月 - 、BS朝日） - 南野陽子、金子貴俊と週交替[14]
- ぶらり途中下車の旅 「半蔵門線の旅」（2021年12月18日、日本テレビ） - 旅人[15]

### 情報番組
- 本上まなみのサミット情報 未来へのメッセージ（2008年、政府インターネットテレビ） - ナレーター
- はなまるマーケット（2010年4月 - 2012年12月、TBSテレビ） - 金曜日・レギュラー
- スッキリ!!（2016年4月1日[16] - 2018年9月28日、日本テレビ） - 金曜・コメンテーター[17][18]
- 趣味どきっ!「名画に学ぶ にっぽん筆ペンイラスト」全8回（2021年2月3日 - 3月24日、NHK Eテレ）[19][20]
- ニュース きん5時 （2021年10月1日、NHK総合） - コメンテーター[注 7]

### ラジオ番組
- 本上まなみのスウィートタイム（1997年 - 1998年、FM大阪） - レギュラーパーソナリティ
- メグミルク Presents 陽だまりハンモック（2010年 - 2014年、TOKYO FM） - レギュラーパーソナリティ
- 本上まなみ Nature Breath（2014年 - 2016年、MBSラジオ） - パーソナリティ
- 本上まなみ もうひとつの京都（2016年 - 2018年、MBSラジオ） - パーソナリティ
- セブンカフェ presents SOUND IN MY PREMIUM LIFE (2018年7月1日 -、TOKYO FM)[21]

### 映画
- あぶない刑事フォーエヴァー THE MOVIE（1998年、東映） - 下村恵美 役
- 群青の夜の羽毛布（2002年、ギャガ） - 毬谷さとる 役
- tokyo.sora（2002年、日活・東京テアトル） - メガネの女の子 役
- 紙屋悦子の青春（2006年、パル企画） - 紙屋ふさ 役
- 幸福のスイッチ（2006年、東京テアトル） - 稲田瞳 役
- 酒井家のしあわせ（2006年、ビターズ・エンド） - 藤田明美 役
- ユメ十夜 第十夜（2007年、日活） - よし乃 役
- ハンサム★スーツ（2008年、アスミック・エース） - 谷山久恵 役
- 大阪ハムレット（2009年、アートポート） - 亜紀 役
- デメキング（2009年、ジョリー・ロジャー） - 蜂屋好子 役
- 引き出しの中のラブレター（2009年、松竹） - 粟島可奈子 役
- 悪夢のエレベーター（2009年、日活） - 小川麻奈美 役
- アブラクサスの祭（2010年、ビターズ・エンド） - 麻子 役
- まほろ駅前多田便利軒（2011年、東京テアトル リトル・モア） - 三峯凪子（行天の元妻）役
- ツナグ（2012年） - 渋谷香澄 役
- 悪夢ちゃん The 夢ovie（2014年5月3日、佐久間紀佳監督） - 斉藤美保 役
- まほろ駅前狂騒曲（2014年10月18日、東京テアトル リトル・モア） - 三峯凪子 役
- バンクーバーの朝日（2014年12月20日、東宝） -  杉山せい 役
- もうひとつの京都（2015年）[注 8][22]
- 二度めの夏、二度と会えない君（2017年9月1日） - 布施敦子 役[23]
- そらのレストラン（2019年1月25日、東京テアトル） - こと絵 役[24]
- リバー、流れないでよ（2023年6月23日、トリウッド） - キミ 役[25]

### テレビアニメ
- おでんくん（2005年 - 2009年 NHK） - おでんくん 役
- がんばれ!おでんくん（2013年 - 2014年 朝日放送）

### 劇場アニメ
- マイマイ新子と千年の魔法（2009年）
- 映画 すみっコぐらし とびだす絵本とひみつのコ（2019年） - ナレーション[26]
- 映画 すみっコぐらし 青い月夜のまほうのコ（2021年） - ナレーション[27]
- 映画 すみっコぐらし ツギハギ工場のふしぎなコ（2023年） - ナレーション[28]
- 映画 すみっコぐらし 空の王国とふたりのコ（2025年） - ナレーション[29]

### 吹き替え
- ソング・オブ・ザ・シー 海のうた（2016年） - ベン 役

### 舞台
- LOVE LETTERS（2008年7月、PARCO劇場）

### CM
- キンレイ（1994年 - 1996年）
- ユニチカ（1995年 - 1996年）
- アステル関西（1995年）
- コカ・コーラ「爽健美茶」（1996年）
- 花王「リーゼ」（1996年 - ）
- 大阪国税局（1996年 - ）
- JA静岡県信連（1996年 - ）
- NTT DoCoMo関西（1998年）
- トヨタ自動車「GOA」（1998年）
- サークルK（1998年）
- 江崎グリコ（1998年）
- 日本道路公団（1999年）
- 全日本空輸「ANA'Sパラダイス沖縄」等企業キャラクター（2000年）
- ローソン（2002年）
- サンヨー食品「サッポロ一番カップスター」（2003年）
- ファブリカコミュニケーションズ「車選び.com」（2004年）
- 大同生命「企業がつづくチカラ篇」（2005年 - ）
- 東京電力「TEPCOひかり」（2005年）
- 養命酒製造「養命酒」（2005年 - ）
- 花王「ハミング」（2006年）
- ライオン「クリニカ」（2007年-）
- ポッカコーポレーション「じっくりコトコト煮込んだスープ」（2007年）
- pdc「ピュア　ナチュラル」（2009年）
- 東京電力「Switch! ファミリー『オール電化マンション』編」（2010年）
- 総務省 総合通信基盤局 電波利用環境保護活動「免許編」「技適マーク編」（2010年）
- ハウス食品「こくまろカレー・バレンタイン篇」（2012年）
- スズキ「スペーシア」（2017年12月 - ）、平山浩行、大杉漣、大西利空、川原瑛都と共演。

## 書籍

### エッセイ
- ほんじょの虫干。
  - ハードカバー版（1999年、学習研究社）
  - 文庫版（2004年、新潮社）
- ほんじょの天日干。（2001年、学習研究社）
- ほんじょの鉛筆日和。
  - ハードカバー版（2002年、マガジンハウス）
  - 文庫版（2006年、新潮社）
- ほんじょの眼鏡日和。（2005年、マガジンハウス）
- はじめての麦わら帽子（2009年、新潮社）

### 絵本
- ぱたのはなし。（2004年、マガジンハウス）
- こわがりかぴのはじめての旅。（2005年、マガジンハウス）

### 翻訳絵本
ほんじょうまなみ名義による
- めんどりヒルダ（2004年、新風舎）原文・絵：メリー・ウォーメル
- めんどりヒルダのこわいよる（2004年、新風舎）原文・絵：メリー・ウォーメル
- めんどりヒルダのたんじょうび（2004年、新風舎）原文・絵：メリー・ウォーメル

### 写真集
- Smoochy（1995年、英知出版、撮影：奥舜）
- ALL OF ME - オールオブミー（1997年、学習研究社、撮影：奥舜）
- 奥舜 撮影『Sexy : 本上まなみ写真集 : Bomb perfect visual scene』学習研究社、1998年3月1日。
- まるごとまなみ（1999年、学習研究社）
- Days of Heaven - デイズオブヘブン（2000年、小学館、撮影：西田幸樹）

### 雑誌
- デラべっぴん No.117（1995年8月号、英知出版）表紙